# Olof Ichsell
Olof Ichsell, född 30 april 1685 i Furingstads församling, Östergötlands län, död 23 juli 1742 i Kristianstad, Kristianstads län, var en svensk borgmästare och riksdagsledamot.

## Biografi
Olof Ichsell föddes 1685 i Furingstads socken. Han var son till kyrkoherden Matthias Iccelius i Furingstads församling. Ichsell blev 1703 student vid Lunds universitet och blev 1709 fältauditör vid Magnus Stenbocks armé. Han blev 1716 borgmästare i Kristianstads stad och var riksdagsledamot för borgarståndet i Kristianstad vid riksdagen 1719, riksdagen 1731, riksdagen 1734 och riksdagen 1740–1741. Ichsell avled 1742 i Kristianstad.

### Familj
Ichsell gifte sig 1717 med Ebba Maria Lönn.